# Lagotis decumbens
Lagotis decumbens là một loài thực vật có hoa trong họ Mã đề. Loài này được Rupr. mô tả khoa học đầu tiên năm 1869.